# Keble College
Il Keble College è uno dei collegi costituenti l'Università di Oxford. Fondato nel 1870 come monumento a John Keble, uno dei leader dell'Oxford Movement che si prefiggeva l'obiettivo di recuperare le origini cattoliche della Chiesa d'Inghilterra, aveva originariamente una forte tradizione per gli studi di teologia, che dopo la seconda guerra mondiale ha fatto posto a una preferenza per le materie scientifiche. Le donne sono state ammesse a partire dal 1979.

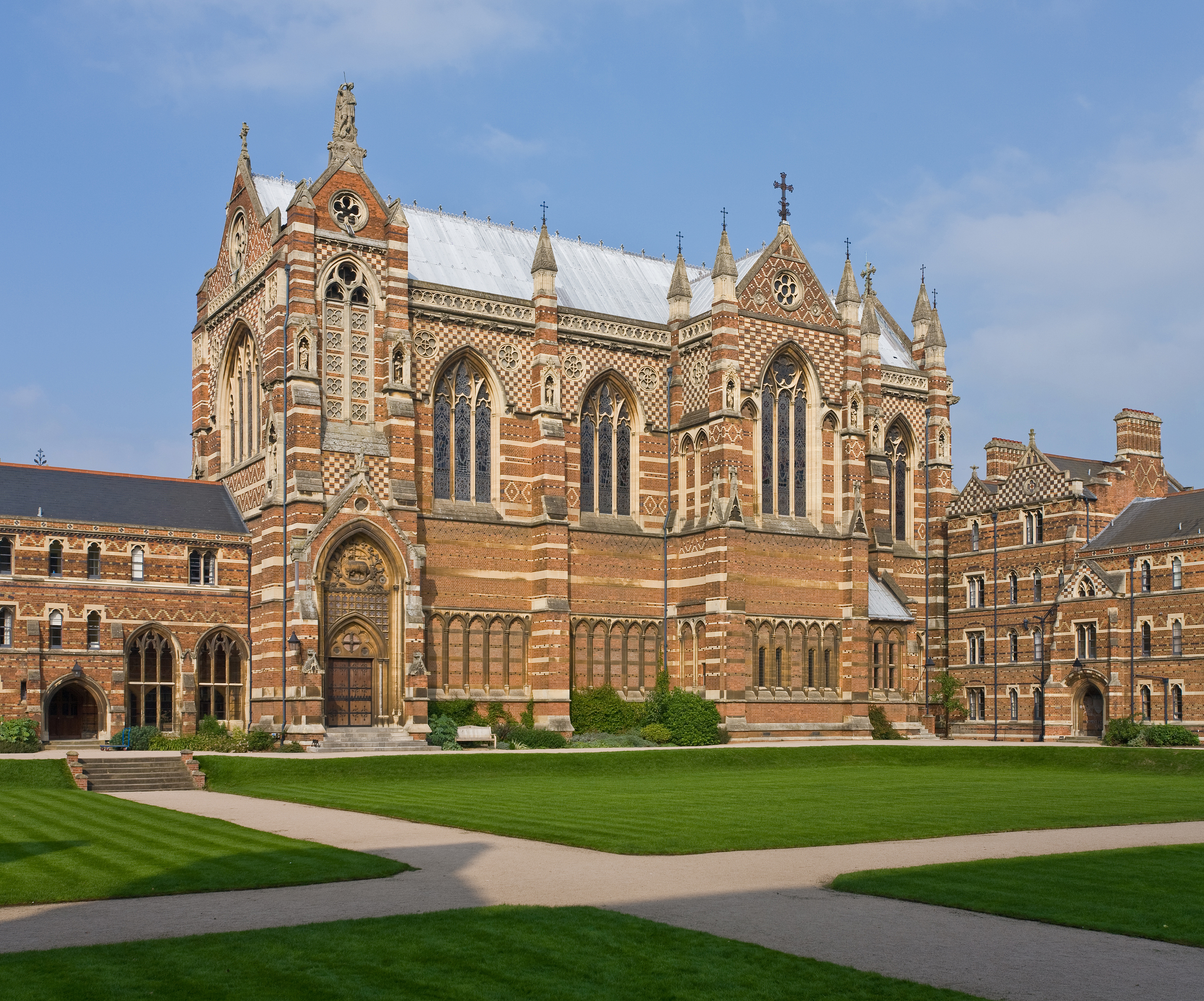
La cappella del Keble College